# Юлдашев, Алмаз Киямович
Алмаз Киямович Юлдашев (1926—2010) — советский деятель науки, академик Российской и Международной академий аграрного образования, член-корреспондент Академии наук Республики Татарстан, профессор, доктор технических наук. Заслуженный деятель науки РФ. Заслуженный механизатор Республики Татарстан.

## Биография
Юлдашев Алмаз Киямович родился 26 июля 1926 года в городе Чистополь Татарской АССР в семье учителей. Отец, Юлдашев Кыяметдин Исхакович, был поэтом, писал стихи на татарском языке, владел многими восточными языками, был репрессирован в 1937 году. Мать окончила медицинское училище; после ареста мужа работала одновременно на двух работах, дети видели ее лишь в перерывах между работами. Сестра Юлдашева Ляля Киямовна, физико-химик, доктор химических наук.
После окончания 8 класса средней школы Юлдашев А. К. сдал экстерном экзамены за 9 и 10 классы. В 1943 году он поступил в Казанский авиационный институт, и в 1949 году окончил его по специальности «моторостроение».
С 1949 по 1953 годы работал конструктором, начальником смены, ведущим конструктором завода № 708 г. Казани. С 1 сентября 1953 года стал ассистентом кафедры «Тракторы и автомобили» Казанского СХИ, с 1 ноября был направлен в Казанское техническое училище механизации сельского хозяйства, но по совместительству продолжал работать в Казанском СХИ.
С 1955 по 1959 годы Юлдашев А. К. поступил в аспирантуру Московского института механизации и электрификации сельского хозяйства. Под руководством академика ВАСХНИЛ В. Н. Болтинского выполнил диссертацию по теме «Изменение индикаторных показателей вихрекамерного двигателя при неустановившейся нагрузке», в 1961 году успешно защитил её на Ученом совете Ленинградского СХИ.
С 1962 по 1987 годы заведовал кафедрой «Тракторы и автомобили» Казанского СХИ. За это время под его руководством была создана однопрофильная кафедра, укомплектованная квалифицированными кадрами, при кафедре организовано 16 учебных и 2 научно-исследовательских лаборатории. Алмаз Киямович Юлдашев вел активную преподавательскую работу, разработал спецкурсы: «Динамические характеристики дизелей и газодизелей» и «Автоматизированная система проектирования и эксплуатация дизелей с учетом динамических характеристик».
В 1967 году Юлдашев А. К. организовал проведение межзональной методической конференции кафедры «Тракторы и автомобили», в ней приняли участие представители Горьковского, Ижевского, Казанского, Ульяновского, Чувашского сельскохозяйственных институтов, Поволжского лесотехнического института, Цивильского техникума механизации сельского хозяйства и Управления профессионально-технического образования ТАССР.
С 1970 года эта конференция переросла в систематически проводимые научно-методические конференции кафедр «Тракторы и автомобили» ВУЗов Поволжья и Предуралья. Через каждые два года такие конференции проводились, поочередно, в ВУЗах городов Кирова, Казани, Горького, Перми, Уфы, Ульяновска, Чебоксар, Рязани. В них также принимали участие и политехнические ВУЗы и НИИ Москвы, Ленинграда, Минска, Волгограда, Киева, Ташкента, Челябинска, Свердловска, Хабаровска и других городов. Всего под руководством Юлдашева А. К. было проведено 8 конференций, в 1989 и 1999 годах конференции были посвящены 40- и 50-летию научного направления.
Кроме научной работы Юлдашев А. К. принимает активное участие в учебно-методической работе «Получение высшего технического образования на двух государственных языках Республики Татарстан». В этом направлении Юлдашевым А. К. опубликовано 270 научно-методических трудов, в том числе монографии «Работа тракторного двигателя при установившейся нагрузке», «Тракторы и автомобили» на русском и татарском языках; многочисленные учебники, а также русско-татарский технический словарь. Алмаз Киямович Юлдашев вошел в историю развития науки по механизации сельского хозяйства и автотракторостроения как первый профессор из татар. Под его руководством защищено 18 кандидатских и 3 докторских диссертаций.
Умер 5 января 2010 года. Похоронен на кладбище пос. Мирный г. Казани.

## Награды и почётные звания
- Почетное звание: «Заслуженный деятель науки Российской Федерации». Указ Президента Российской Федерации от 21 апреля 1998 г.;
- Удостоен звания: «Заслуженный механизатор сельского хозяйства Республики Татарстан»;
- Бронзовая медаль: «За достигнутые успехи в развитии народного хозяйства СССР». Удостоверение № 46780. Постановление Главного комитета Выставки народного хозяйства СССР от 08.10.1975 г.;
- Нагрудный знак: «Отличник социалистического соревнования сельского хозяйства РСФСР». от 23 мая 1982 г. За подписью Министра Сельского хозяйства Татарской АССР У. Ш. Зиганшина;
- Другие награды.

## Память
- В Казанском государственном аграрном университете организованы «Чтения имени А. К. Юлдашева». Там же установлена мемориальная доска.